# Macrostylophora euteles
Macrostylophora euteles är en loppart som först beskrevs av Jordan et Rothschild 1911.  Macrostylophora euteles ingår i släktet Macrostylophora och familjen fågelloppor. Inga underarter finns listade i Catalogue of Life.